# Алгарве (автодром)
Междунаро́дный автодро́м Алга́рве (порт. Autódromo Internacional do Algarve), обычно упоминается как автодро́м Портима́о — это гоночная трасса протяженностью 4692 м, которая находится в Портимане, Португалия. Автодром стоит €195 миллионов ($250 миллионов), проект включает в себя трассу для картинга, технологический парк, пятизвездочный отель, спортивный комплекс и апартаменты.
Строительство было завершено в октябре 2008 и автодром был сертифицирован FIM 11 октября 2008 и FIA двумя днями позднее.
2 ноября 2008 года на трассе прошёл последний этап чемпионата мира по супербайку. 9 июня автодром подтвердили в качестве этапа сезона 2008–09 А1 Гран-при. Гонка прошла 12 апреля 2009 года. 10 октября 2008 года организаторы Европейской серии Ле-Ман объявили о 1000-километровой ночной гонке, которая впоследствии прошла в Алгарве 2 августа 2009 года. 5 ноября 2008 года был анонсирован календарь чемпионата FIA GT на сезон 2009 года, в нём седьмым этапом была гонка в Алгарве, которая прошла 13 сентября 2009 года. Тестовая сессия Формулы-1, в которой участвовали команды McLaren, Honda и Ferrari, прошла 15–17 декабря 2008 года. Также в апреле 2017 года тестовую сессию проводила команда Формулы-1 Mercedes.
24 июля 2020 года было объявлено, что трасса будет принимать Гран-при Португалии с 23 по 25 октября 2020 года в связи с корректировкой первоначального календаря сезона из-за пандемии COVID-19. В конце августа 2020 года планируется заменить асфальтовое покрытие на трассе.

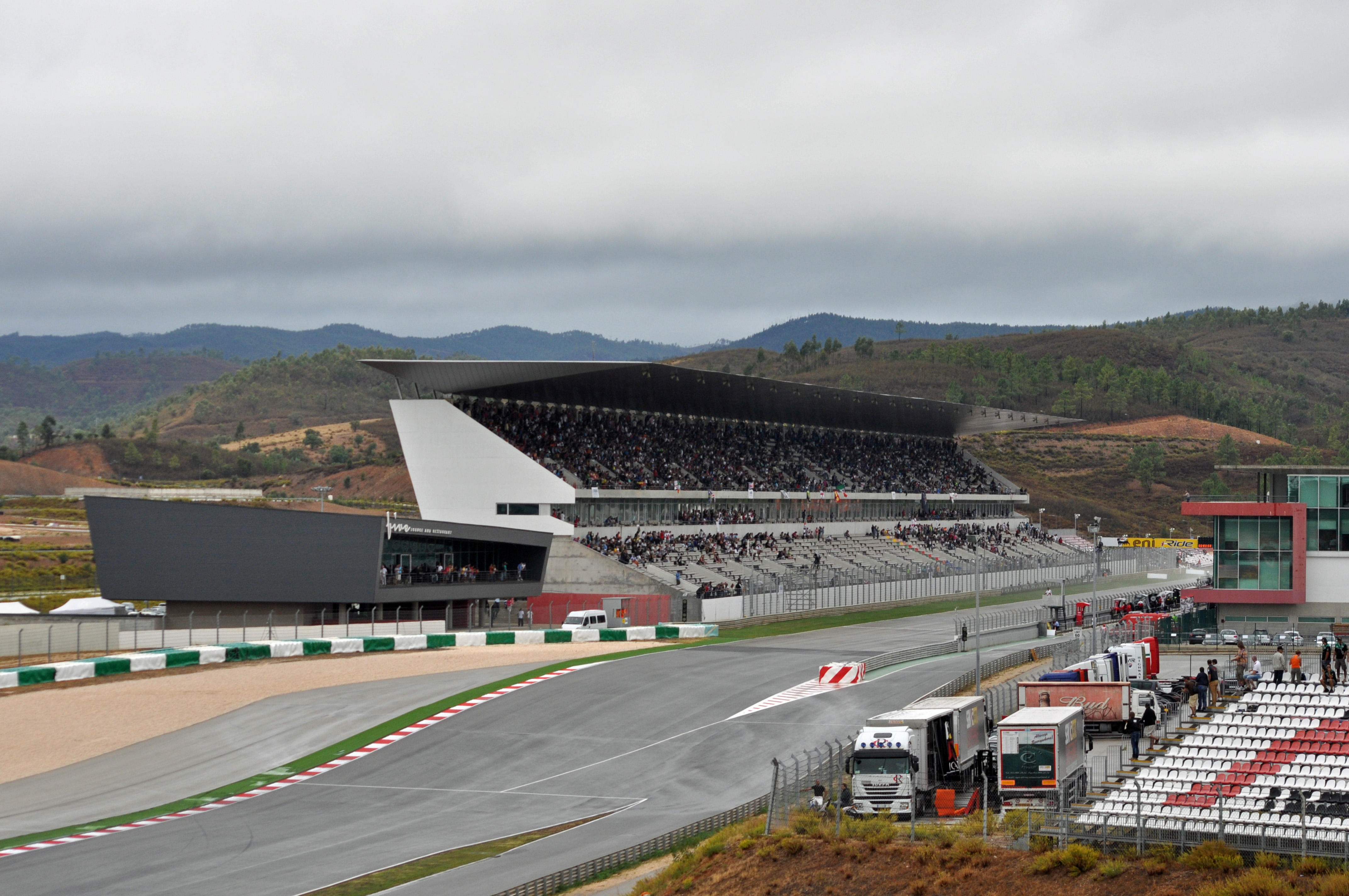
Международный автодром Алгарве